# Język kâte
Język kâte, także: kai, kâte dong – język papuaski używany w prowincji Morobe w Papui-Nowej Gwinei, przez grupę ludności w dystrykcie Finschhafen. Posługuje się nim 100 tys. osób.
Dzieli się na kilka dialektów: magobineng (bamota), wamora (wamola), wemo, parec, wana. Ethnologue bierze pod uwagę możliwość klasyfikowania ich jako odrębnych języków. Istnienie pięciu dialektów odnotowano pod koniec XIX w. Według danych z lat 70. XX w. dialekt magobineng był już praktycznie wymarły, a dialekt parec całkowicie wyszedł z użycia.
Był wykorzystywany jako lingua franca w działalności misjonarskiej. W tej roli przyjęto dialekt wemo.
Sporządzono słowniki (1925, 1977)  oraz opis jego gramatyki (1933). Zapisywany alfabetem łacińskim. 